# Ferda Akkerman
Ferda Akkerman (* 26. Februar 1964 in Den Haag) ist ein türkischer Diplomat. 

## Leben
Ferda Akkerman ist verheiratet und hat ein Kind.
Vom 15. Dezember 1987 bis 2. Mai 1988 wurde er in der Personalabteilung PERD beschäftigt.
Vom 2. Mai 1988 bis 31. März 1989 wurde er in der Abteilung Naher Osten Afrika ORAF beschäftigt.
Vom 1. April 1989 bis 1. Dezember 1989 wurde er bei den türkischen Streitkräften beschäftigt.
Vom 1. Dezember 1989 bis 31. Oktober 1990 wurde er in der Ausforschungsabteilung İstihbarat ve Araştırma İADA beschäftigt.
Vom 31. Oktober 1990 bis 30. September 1992 war er Vizekonsul in Bengasi.
Vom 30. September 1992 bis 1. September 1995 war er Gesandtschaftssekretär dritter Klasse beim UN-Hauptquartier.
Vom 1. September 1995 bis 1. August 1997 war er Gesandtschaftssekretär zweiter, erster Klasse beim Institut ASGY-I. 
Vom 1. August 1997 bis 1. Oktober 1999 war er Konsul in Berlin.
Vom 1. Oktober 1999 bis 15. August 2001 war er Gesandtschaftssekretär erster Klasse in Ljubljana.
Vom 15. August 2001 bis 20. September 2002 leitete er die Abteilung DHGY-II.
Vom 20. September 2002 bis 15. Oktober 2003 war er Abteilungsleiter in der Abteilung DPGY-I.
Vom 15. Oktober 2003 bis 15. Oktober 2007 war er Gesandtschaftsrat in Helsinki.
Vom 15. Oktober 2007 bis 1. Dezember 2009 leitete er die Abteilung PDGY-I.
Vom 1. Dezember 2009 bis 15. März 2011 war er Fachbereichsleiter in der Abteilung PDGY-I.
Vom 15. März 2011 bis  31. Januar 2014 war er Zeremonienmeister im Auswärtigen Amt.
Seit 5. Februar 2014 ist er Botschafter in Lima.
| Vorgänger              | Amt                                                                                 | Nachfolger          |
| ---------------------- | ----------------------------------------------------------------------------------- | ------------------- |
| Salim Levent Şahinkaya | Chef des Protokolls im türkischen Auswärtigen Amt 15. März 2011 bis 31. Januar 2014 | Levent Murat Burhan |
| Namık Güner Erpul      | türkischer Botschafter in Lima Seit 5. Februar 2014                                 | —                   |